# Kolbjännsjön
Kolbjännsjön är en sjö i Bräcke kommun i Jämtland och ingår i Indalsälvens huvudavrinningsområde. Sjön har en area på 0,106 kvadratkilometer och ligger 317,2 meter över havet. Sjön avvattnas av vattendraget Vallbäcken.

## Delavrinningsområde
Kolbjännsjön ingår i det delavrinningsområde (699308-152320) som SMHI kallar för Utloppet av Kolbjännsjön. Medelhöjden är 331 meter över havet och ytan är 1,18 kvadratkilometer. Det finns inga avrinningsområden uppströms utan avrinningsområdet är högsta punkten. Vallbäcken som avvattnar avrinningsområdet har biflödesordning 3, vilket innebär att vattnet flödar genom totalt 3 vattendrag innan det når havet efter 122 kilometer. Avrinningsområdet består mestadels av skog (77 procent). Avrinningsområdet har 0,1 kvadratkilometer vattenytor vilket ger det en sjöprocent på 8,8 procent.